# کواندیک بیشیمبایف
کواندیک بیشیمبایف (قزاقی: Қуандық Уәлиханұлы Бишімбаев؛ زادهٔ ۱۱ آوریل ۱۹۸۰) سیاستمدار اهل قزاقستان است. او در نوامبر سال ۲۰۲۳ به قتل همسرش سلطنت نوکنووا متهم شد و در ۱۳ مه ۲۰۲۴ به ۲۴ سال زندان محکوم شد. وی پیش از این در دسامبر سال ۲۰۱۶ به دلیل فساد مالی از سمت «وزیر اقتصاد ملی» برکنار و به زندان محکوم شده بود.

## سنین جوانی و تحصیل
بیشیمبایف در سال ۱۹۸۰ در شهر قزل‌اوردا به دنیا آمد. در سال ۱۹۹۹ از دانشگاه نارقوز در آلماتی و سپس در سال ۲۰۰۱ از دانشگاه دولاتی فارغ التحصیل شد. در همان سال، او به عنوان بخشی از بورسیه تحصیلی بین‌المللی «بولاشاق» از دانشگاه جرج واشینگتن در واشینگتن، دی.سی. در رشته مدیریت بازرگانی مدرک کارشناسی ارشد گرفت.

## حرفه
کواندیک بیشیمبایف از سال ۲۰۰۱ وارد بانک توسعه قزاقستان شد و در طی سال‌های بعدی در سمت‌های مختلفی مشغول به کار شد.
در اکتبر ۲۰۰۵، بیشیمبایف به عنوان مشاور وزیر اقتصاد و برنامه ریزی بودجه منصوب شد و در آنجا فعالیت نمود تا اینکه در فوریه ۲۰۰۶ به عنوان مشاور معاون نخست وزیر قزاقستان منصوب شد. در همان سال، او رئیس مرکز توسعه سیاست تجاری JSC زیر نظر وزارت صنعت و تجارت شد. کواندیک بیشیمبایف از ژانویه ۲۰۰۷ تا فوریه ۲۰۰۸، به عنوان معاون وزیر صنعت و تجارت خدمت کرد و بعد از آن رئیس بخش نظارت اجتماعی-اقتصادی نهاد ریاست‌جمهوری قزاقستان شد.
در ۲۲ مه ۲۰۰۹، بیشیمبایف به عنوان دستیار رئیس‌جمهور قزاقستان منصوب شد و تا زمانی که در ۱۶ مارس ۲۰۱۰ معاون وزیر تجارت و توسعه اقتصادی شد، در این سمت خدمت کرد. کواندیک بیشیمبایف از مه ۲۰۱۱ تا مه ۲۰۱۳، به عنوان نایب‌رئیس هیئت مدیره صندوق Samruk-Kazyna فعالیت کرد. او در ۳۰ مه ۲۰۱۳، به عنوان رئیس هیئت مدیره «هلدینگ ملی مدیریت بایترک» منصوب شد.
در ۶ مه ۲۰۱۶، او پس از موج ناآرامی‌ها در جریان اعتراضات علیه طرح اصلاحات ارضی به عنوان وزیر اقتصاد ملی منصوب شد و جایگزین اربولات دوسایف گردید، اما در نهایت در ۲۸ دسامبر ۲۰۱۶ به دلیل مفاسد اقتصادی از سمت خود برکنار شد.

## فساد مالی
در ۱۰ ژانویه ۲۰۱۷، کواندیک بیشیمبایف توسط اداره ملی مبارزه با فساد، به اتهام دریافت رشوه در مقیاس وسیع با گروهی از افراد درگیر با توطئه قبلی محکوم و در ۱۲ ژانویه دستگیر شد.
در ۱۴ مارس ۲۰۱۸، دادگاه تخصصی بین ناحیه‌ای پرونده‌های جنایی آستانه، بیشیمبایف را بر اساس قانون جزایی جمهوری قزاقستان مجرم شناخت. در نتیجه به ۱۰ سال حبس تعزیری در یک نهاد بسیار امنیتی محکوم شد و از حق تصدی پست‌های رهبری در خدمات کشوری مادام‌العمر در هر سازمان دولتی که سهم دولتی سرمایه مجاز آن بیشتر است محروم شد. همچنین بیش از ۵۰ درصد اموال بیشیمبایف که از طریق وجوه مجرمانه به دست آمده بود، مصادره شد.
بیشیمبایف از رئیس‌جمهور نورسلطان نظربایف برای عفو درخواست کرد که در فوریه ۲۰۱۹ به وی اعطا شد و مدت زندان از ۱۰ سال به ۴ سال کاهش یافت. بیشیمبایف در نهایت در ۱۱ اکتبر ۲۰۱۹ زودتر از موعد از زندان آزاد شد.

## اتهام قتل
کواندیک بیشیمبایف در ۹ نوامبر ۲۰۲۳، به اتهام قتل همسرش سلطنت نوکنووا، در رستورانی در آستانه دستگیر شد. باقیتجان بایژانوف، مدیر مجموعه رستوران «گاسترو-سنتر» که قتل در آن رخ داد نیز به اتهام «گزارش نکردن جرم و رها کردن فرد در معرض خطر» بازداشت شد. به گزارش دویچه وله، تماس کارکنان رستوران با اورژانس ممنوع شد و به بهانه نقص فنی، دستور پاک کردن تصاویر دوربین‌های مداربسته داده شد.
محاکمه توسط هیئت منصفه در ۲۷ مارس ۲۰۲۴ در آستانه، قزاقستان آغاز شد. جلسات دادگاه به ویژه به دلیل پخش زنده تلویزیونی کاملاً آنلاین در صفحه رسمی یوتیوب دادگاه عالی قزاقستان قابل توجه بود. در برخی روزها، تعداد کل بازدیدها از چند صد هزار تا بیش از یک میلیون متغیر بوده‌است.

دادگاه در ۱۳ مه ۲۰۲۴، کواندیک بیشیمبایف را به ۲۴ سال زندان محکوم کرد. باقیتجان بایژانوف نیز به اتهام «پنهان‌کاری جرم» به ۴ سال زندان محکوم شد.